# Corcovada
Corcovada es un barrio ubicado en el municipio de Añasco en el estado libre asociado de Puerto Rico. En el Censo de 2010 tenía una población de 627 habitantes y una densidad poblacional de 72,61 personas por km².

## Geografía
Corcovada se encuentra ubicado en las coordenadas 18°17′36″N 67°3′24″O / 18.29333, -67.05667. Según la Oficina del Censo de los Estados Unidos, Corcovada tiene una superficie total de 8.64 km², de la cual 8.54 km² corresponden a tierra firme y (1.08%) 0.09 km² es agua.

## Demografía
Según el censo de 2010, había 627 personas residiendo en Corcovada. La densidad de población era de 72,61 hab./km². De los 627 habitantes, Corcovada estaba compuesto por el 87.72% blancos, el 4.94% eran afroamericanos, el 5.9% eran de otras razas y el 1.44% pertenecían a dos o más razas. Del total de la población el 99.52% eran hispanos o latinos de cualquier raza.